# Amphorophora stachyophila
Amphorophora stachyophila är en insektsart som beskrevs av Hille Ris Lambers 1966. Amphorophora stachyophila ingår i släktet Amphorophora och familjen långrörsbladlöss. Inga underarter finns listade i Catalogue of Life.